# FIFA-Regelung zu Länderspielen
Im Jahr 1999 erließ der Weltfußballverband FIFA eine Regelung zu Länderspielen, die die Wertung von Fußballspielen als offizielle A-Länderspiele betrifft. Der Weltfußballverband FIFA entschied, dass jene von Fußballnationalmannschaften (auch Fußball-Amateurnationalmannschaften wie z. B. Großbritannien und Deutschland) im Rahmen des olympischen Fußballturniers ausgetragenen Partien nur für die Jahre 1908 bis 1956 ausnahmslos als offizielle A-Länderspiele gewertet werden. Ab dem olympischen Fußballturnier 1960 in Rom bzw. der ihm vorausgegangenen Qualifikation auf den Kontinenten gelten die bei Olympia (Qualifikation und Endrunde) gespielten Begegnungen auf keinen Fall als offizielle A-Länderspiele.
Durch diese Regelung sind insbesondere die osteuropäischen Nationalmannschaften betroffen, welche mit ihren „Staatsamateuren“ bis zur Neuregelung der Teilnahmebedingungen an olympischen Fußballturnieren Anfang der 1980er Jahre das Geschehen bei Olympia dominiert hatten. Von 1952 (Ungarn, erneut 1964 und 1968) über 1956 (Sowjetunion), 1960 (Jugoslawien), 1972 (Polen) bis 1976 (DDR), aber auch noch 1980 bei den Boykottspielen in Moskau, bei denen die ČSSR (dort aber schon mit einer echten Olympiaauswahl und nicht mit dem A-Team) den Sieg davontrug, gewannen die offiziell aus Amateuren bestehenden Teams der staatssozialistischen Länder jedes Mal die Goldmedaille. Anders als bei ihren Kontrahenten aus Westeuropa, Afrika oder Südamerika waren ihre Olympiamannschaften und die jeweilige Nationalelf meist nahezu identisch, so dass zum damaligen Zeitpunkt die Spiele gegeneinander bei Olympischen Spielen bei beiden antretenden Verbänden als offizielle A-Länderspiele in die Annalen eingingen.
Durch die Streichung der Begegnungen des olympischen Fußballturniers (Qualifikation und Endrunde) seit den 60er Jahren als offizielle A-Länderspiele rutschten unter anderem Hans-Jürgen Dörner, Joachim Streich (beide DDR) und Grzegorz Lato (Polen) aus dem „Klub der Hunderter“, jenem illustren Kreis, in welchem sich die Nationalspieler befinden, die über 100-mal für ihr Land in A-Länderspielen aktiv waren.
Der Deutsche Fußball-Bund führt in seiner Statistik der Rekordspieler weitere Olympiaauswahlspiele der DDR-Fußballer auf, die bis zu seiner Auflösung nicht einmal vom Deutschen Fußball-Verband als offizielle A-Länderspiele gezählt wurden. Durch die Aufnahme der Endrundenpartien aus München und Montreal beziehungsweise teilweise eine Doppelzuweisung der in Kanada gespielten Matches sind beispielsweise sowohl für Hans-Jürgen Dörner als auch für Joachim Streich 105 Einsätze in den Auswahlmannschaften der DDR auf der DFB-Homepage notiert. Mit dieser Zählweise werden sogar für Jürgen Croy 102 Auswahlpartien ausgegeben, der alle zwölf Spiele der olympischen Fußballturniere von München und Montreal bestritt.
Diese Regelungen gelten nur für die Spiele der Männer, die der Frauen werden weiterhin durchweg als A-Länderspiele anerkannt.